# Milan Skating Hockey Club 1925
Questa pagina raccoglie le informazioni riguardanti il Milan Skating Hockey Club nelle competizioni ufficiali della stagione 1925.

## Rosa
| N° | Naz.              | Ruolo | Sportivo |  |  |  |
| -- | ----------------- | ----- | -------- |  |  |  |
|    | Italia (bandiera) | P     | ?        |  |  |  |
|    | Italia (bandiera) | E     | ?        |  |  |  |
|    | Italia (bandiera) | E     | ?        |  |  |  |
|    | Italia (bandiera) | E     | ?        |  |  |  |
|    | Italia (bandiera) | E     | ?        |  |  |  |

## Risultati

### Campionato italiano
| Milano 1925 | Milan | ? – ? | Monfalcone | Salone Fratelli Brigatti |

| Milano 1925 | Milan | ? – ? | Patavium | Salone Fratelli Brigatti |

| Milano 1925 | Sempione | ? – ? | Milan | Salone Fratelli Brigatti |

| Milano 1925 | Milan | ? – ? | Triestina | Salone Fratelli Brigatti |